# Österreichische Judo-Damen-Mannschaftsmeisterschaft 1984
Die Österreichische Judo-Damen-Mannschaftsmeisterschaft 1984 ermittelte zum 4. Mal den Österreichischen Mannschaftsmeisters im Judo. Sie wurde vom Österreichischen Judoverband ausgetragen. Sieger war zum 3. Mal der Vereinsgeschichte der JGV Wien.

## Tabelle
| Position | Mannschaft      | # | ES+ | Ort               | Quelle |
| -------- | --------------- | - | --- | ----------------- | ------ |
| 1        | JGV Wien        | 4 | 24  | Wien              | [ 2 ]  |
| 2        | PSV Salzburg    | 4 | 20  | Salzburg          | [ 2 ]  |
| 3        | ASKÖ Salzburg   | 4 | 7   | Salzburg          | [ 2 ]  |
| 4        | UJZ Mühlviertel | 4 | 9   | Niederwaldkirchen | [ 2 ]  |
| 5        | JC Kufstein     | 4 | 8   | Kufstein          | [ 2 ]  |

Stand: 2025-02-16

## Begegnungen
| Datum             | Ort                 | Mannschaft 1    | Mannschaft 2    | Siege 1 | Siege 2 | Quelle |
| ----------------- | ------------------- | --------------- | --------------- | ------- | ------- | ------ |
| 25. November 1984 | Hauptschule Bürmoos | PSV Salzburg    | UJZ Mühlviertel | 5       | 2       | [ 2 ]  |
| 25. November 1984 | Hauptschule Bürmoos | PSV Salzburg    | JGV Wien        | 3       | 4       | [ 2 ]  |
| 25. November 1984 | Hauptschule Bürmoos | PSV Salzburg    | Kufstein        | 5       | 2       | [ 2 ]  |
| 25. November 1984 | Hauptschule Bürmoos | PSV Salzburg    | ASKÖ Salzburg   | 7       | 0       | [ 2 ]  |
| 25. November 1984 | Hauptschule Bürmoos | ASKÖ Salzburg   | JGV Wien        | 0       | 7       | [ 2 ]  |
| 25. November 1984 | Hauptschule Bürmoos | ASKÖ Salzburg   | ASKÖ Kufstein   | 4       | 3       | [ 2 ]  |
| 25. November 1984 | Hauptschule Bürmoos | ASKÖ Salzburg   | UJZ Mühlviertel | 3       | 2       | [ 2 ]  |
| 25. November 1984 | Hauptschule Bürmoos | UJZ Mühlviertel | ASKÖ Kufstein   | 4       | 3       | [ 2 ]  |
| 25. November 1984 | Hauptschule Bürmoos | UJZ Mühlviertel | JGV Wien        | 1       | 6       | [ 2 ]  |
| 25. November 1984 | Hauptschule Bürmoos | UJZ Mühlviertel | ASKÖ Kufstein   | 4       | 3       | [ 2 ]  |
| 25. November 1984 | Hauptschule Bürmoos | JGV Wien        | ASKÖ Kufstein   | 7       | 0       | [ 2 ]  |